# Abdelkader Guessoum
Pour les articles homonymes, voir Guessoum.
Abdelkader Kessoum dit Guessoum (en arabe : عبد القادر قسوم), né le 12 avril 1946 à Blida en Algérie et mort le 12 juillet 2010, est un artiste algérien de chaâbi.

## Biographie
A 8 ans déjà, il sait jouer de plusieurs instruments, dont le ney, l’harmonica et le pipeau. A l’indépendance, il a 16 ans, et c’est à cette période et dans cette atmosphère joyeuse qu’il acquiert sa première mandoline. Déjà, il gratte et fredonne les airs de Hadj M'rizek et Hadj Mahfoud. Il reçoit une solide formation avec cheikh Salhi (Mahieddine Mohamed), neveu de Cheikh Mahfoud, qui le sollicitait souvent comme musicien au sein de sa formation, lors des fêtes familiales.
En 1966, alors qu’il a tout juste 20 ans, Abdelkader Guessoum constitue son premier orchestre châabi, mais en cachette, par respect pour ses maitres. Et c’est avec cette formation qu’il passe, pour la première fois, à la radio nationale, présenté par Rabah Driassa. Mais l’émission se passe mal et le jeune artiste ne réapparait sur scène que plusieurs années après, en 1969. Cette fois-ci lors du Festival de la chanson châabi, où il décrochera d’ailleurs le premier prix, en interprétant Djel EL Koul Bach yendhekar. Un an plus tard, il anime déjà son premier concert, une qâada châabi, à la télévision algérienne. Encouragé par les grands maitres Boualem Djenadi, Dahmane Benachour, Mohamed Misraoui et Rachid Mohamed, Guessoum poursuit sa route dans la musique châabi, avec sa voix si particulière.
En 1974, il enregistre deux 45 tours, puis en 1976, il sort son premier album à Paris, avec l’aide précieuse de Mustapha Skandrani. A cette même époque, avec Mahboub Bati, il se lance dans la chansonnette et le succès est au rendez-vous, notamment avec Ya H`la et Ach bih hajbi. Mais l’expérience ne dure pas longtemps, Guessoum se retire de la scène pour prendre du recul et analyser sa carrière et la tournure qu’elle prenait.
Il réapparait en 1989, monte sa propre maison d’édition, El Alhan, et enregistre ses propres chansons, ainsi que d’autres artistes, dont Toubal, Nacerdine Benghali, Oujdi et d’autres. Avec les reprises de El Kawi, M`Sebarni Li tihame, Lahbab Amlou Louila, Chehlet Laâyani, le succès sourit à nouveau à Guessoum.
En plus de sa voix douce et particulière, Abdelkader Guessoum a su forger son propre genre à partir de la structure mélodique andalouse, hawzi et châabi, dans le style El Anka. Cela, dans la ville où plusieurs genres musicaux coexistent et où d’autres grands maitres ont sévis dans l’art du châabi, dont Mohamed Misraoui et Mohamed Semmad dit Hadj M'rizek.
Abreuvé des conseils de Mustapha Kechkoul et enrichi du répertoire de Cheikh Boualem El Djenadi de Boufarik, et fort de l’apport immense de Dahmane Ben Achour et de Hadj Mejbeur, Abdelkader Guessoum était un artiste complet et accompli.
Il décédera le 12 juillet 2010, des suites d’une crise cardiaque et sera enterré dans la ville des roses qui l’a vu naitre, en présence d’une foule immense venue rendre un dernier hommage à son « rossignole ».